# Phyllophaga tarsalis
Phyllophaga tarsalis är en skalbaggsart som beskrevs av Schaeffer 1908. Phyllophaga tarsalis ingår i släktet Phyllophaga och familjen Melolonthidae. Inga underarter finns listade i Catalogue of Life.